# Caguana (sito archeologico)
Il parco cerimoniale Caguana (in spagnolo: centro ceremonial indígena de Caguana) è un sito archeologico situato ad Ángeles, circoscrizione del comune di Utuado, in Porto Rico.
Il centro risale approssimativamente al 1200, periodo di pieno splendore dalla cultura Taino sull'isola di Porto Rico. Gli scavi archeologici hanno portato alla luce numerosi manufatti Taino e oggi si possono osservare i campi rettangolari e circolari,  chiamati batey, dove gli indigeni vi praticavano le loro cerimonie e giocavano a un particolare gioco con la palla, chiamato, per l'appunto, batey.
Nel parco sono inoltre presenti un museo, nel quale si possono ammirare parte dei manufatti rinvenuti, e alcune fedeli ricostruzioni di capanne indigene in mezzo a una vegetazione composta da esemplari di Ceiba e altri alberi tipicamente locali.